# Шарифиерад, Йадолла
Йадолла Шарифиерад (перс. یدالله شریفی‌راد‎; прослушатьо файле; родился 24 марта 1946 года в Талегане, англ. Taleqan) — иранский писатель, военный атташе и пилот Нортропa F-5 в ходе ирано-иракской войны.
В 1978 году был пилотом авиационной группы «Золотой короны» (англ. Golden Crown). Считается самым успешным пилотом F-5 в ходе ирано-иракской войны (1980—1988): сбил четыре МиГ-21 и один Су-22. Был военным атташе с 1984 по до 1987 год в Пакистане. В 2010 году издал книгу под названием «Flight of the Patriot».